# Observatoire de l'Oukaïmeden
L'observatoire de l'Oukaïmeden est un observatoire astronomique situé dans la commune marocaine d'Oukaïmeden, à 50km au sud de Marrakech, à 2 750 mètres d'altitude dans la chaîne de l'Atlas.
Il est géré par le Laboratoire de Physique des Hautes Energies et d’Astrophysique (LPHEA) de l'Université Cadi Ayyad de Marrakech.

## Les différentes coupoles et projets
Depuis 2011, le projet MOSS (Morocco Oukaïmeden Sky Survey) est abrité dans une coupole de 3.2m construite en partenariat entre l'Université Cadi Ayyad (Maroc), la Société jurassienne d'astronomie (Suisse) et l'astronome Claudine Rinner (France). L'instrument est un télescope Newton de 0.5m ouvert à f3.0 dont la caméra est au foyer primaire. Le code MPC est J43. Au 5 janvier 2025, MOSS est crédité de la découverte de 205 astéroïdes numérotés, 13 NEOs, 4 comètes et 2’759 autres astéroïdes, plaçant l'observatoire à la 18ème place mondiale du ranking de MPC.

Depuis octobre 2016, l'observatoire abrite TRAPPIST-Nord, télescope jumeau de TRAPPIST-Sud, situé pour sa part à l'observatoire de La Silla au Chili, installés par le groupe astrophysique et traitement de l'image de l'université de Liège.
Depuis 2021 fonctionne le HAO (High Atlas Observatory) qui est un projet de ferme à télescope pilotés en remote sous un abri avec toit roulant. Son code MPC est Z02.

## Seeing
De 2003 à 2004, une campagne mondiale de recherche de sites pour la nouvelle génération de télescopes (ELT - Extremely Large Telescopes) a été menée. Le Haut Atlas était l'un des sites à caractériser avec précision. Le résultat est que l'observatoire bénéficie de très bonnes conditions d'observation avec un seeing médian inférieur à 1 arcsec,.